# Myzinum dubiosum
Myzinum dubiosum  (лат.) — вид ос рода Myzinum из семейства Thynnidae (ранее в Tiphiidae) подотряда жалоносных (Apocrita) перепончатокрылых насекомых (Hymenoptera). Северная Америка: США (Аризона, Канзас, Калифорния, Колорадо, Нью-Мексико, Флорида), Мексика (Baja California, Guerrero, Sonora).
Длина самцов 10—15 мм (усики 13-члениковые), самок — 10—13 мм (усики 12-члениковые). Окраска чёрная с жёлтыми отметинами на теле. Клипеус самцов — жёлтый, а у самок — красно-коричневый. Бёдра, голени и лапки самцов — жёлтые, у самок — красновато-коричневые. Паразитоиды личинок пластинчатоусых жуков из семейства Scarabaeidae.